# Amra Alagić
Amra Alagić (Zenica, 29 maggio 1976) è un'ex cestista bosniaca.

## Carriera
Con la Bosnia ed Erzegovina ha disputato i Campionati europei del 1997.